# Casa Museo C. G. Jung
La Casa Museo C. G. Jung (en alemán Museum Haus C. G. Jung ) fue la residencia del médico psiquiatra, psicólogo y ensayista suizo Carl Gustav Jung así como de su esposa también psicóloga Emma Jung-Rauschenbach. Está ubicada en Seestrasse 228, Küsnacht, Suiza, junto al lago de Zúrich.
Construida en 1908, fue restaurada un siglo después gracias a la Fundación C.G. Jung Küsnacht y en 2017 se transformó en museo.

## Historia

Foto histórica de 1909. Vista lejana desde la orilla occidental del lago de Zúrich (Kilchberg) hacia Küsnacht y Mürtschenstock. Debajo de la cumbre Mürtschenstock, a orillas del lago de Küsnacht, se encuentra la casa de C. G. Jung recién construida.

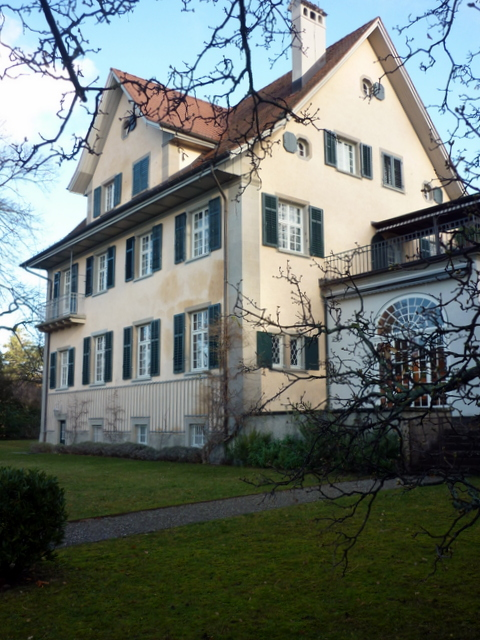
Fachada con vistas al lago.

El proyecto comenzó en 1906, con una carta de Carl Gustav Jung a su primo Ernst Robert Fiechter (1875–1948), arquitecto y profesor de historia de la arquitectura en la Universidad Técnica de Múnich (Technische Universität München): "Tenemos en mente construir una casa algún día, en el país cerca de Zúrich, en el lago".
En ese momento, sin embargo, Jung era un asistente de director médico sin recursos en la clínica psiquiátrica Burghölzli, en Zúrich. Lo que le permitió construir una casa señorial fue el hecho de que su esposa, Emma Jung-Rauschenbach, llegara a convertirse repentinamente en acaudalada tras el fallecimiento prematuro de su padre.
En 1907, Jung encontrará junto al lago de Zúrich en Küsnacht la propiedad que se ajustaba a sus preferencias, jugando un papel decisivo en la planificación y el diseño de la casa y el jardín. En 1908, comprará los terrenos, encargando la construcción de una gran casa de tres plantas a su primo Ernst Robert Fiechter y a los arquitectos del jardín Walter y Oskar Mertens.
En 1909, y tras renunciar a su puesto en Burghölzli, se muda a su nueva casa en Küsnacht donde residirá junto a su familia el resto de su vida. Ahora sus ingresos provienen de su consulta privada. Es el momento más intenso de su relación con Sabina Spielrein, que durará desde 1909 hasta 1910.
En 1960 se le designa ciudadano honorario de Küsnacht el día de su 85.º aniversario.
El 6 de junio de 1961, tras una breve enfermedad, fallece en su casa de Küsnacht.

### Inscripciones en latín

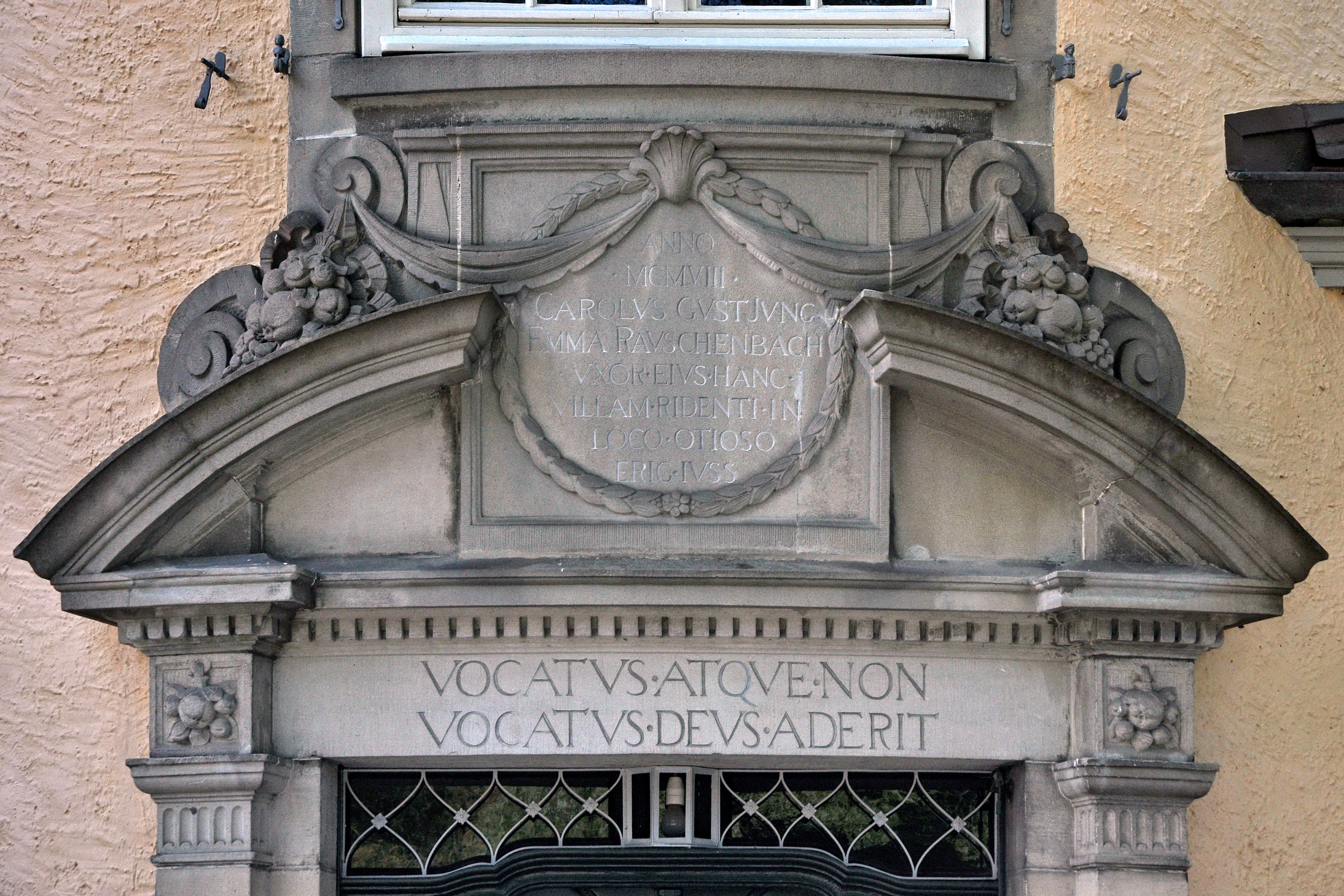
Inscripciones en el dintel de la puerta de entrada.

Cincelado en piedra sobre el dintel de la puerta de entrada puede leerse en latín, atribuido al Oráculo de Delfos:

VOCATVS ATQVE NON VOCATVS DEVS ADERIT
Invocado o no invocado, Dios está presente.

Y a su vez, en la parte superior, como conmemoración de la finalización de la construcción de la residencia en la orilla del lago de Zúrich:

ANNO · MCMVIII · CAROLVS GVSTJVNG · EMMA RAVSCHENBACH · VXOR · EIVS · HANC · VILLAM · RIDENTI · IN LOCO · OTIOSO · ERIG · IVSS
En 1908, Carl Gustav Jung y su esposa, Emma Rauschenbach, construyeron esta casa en un lugar alegre, tranquilo.

### Casa museo

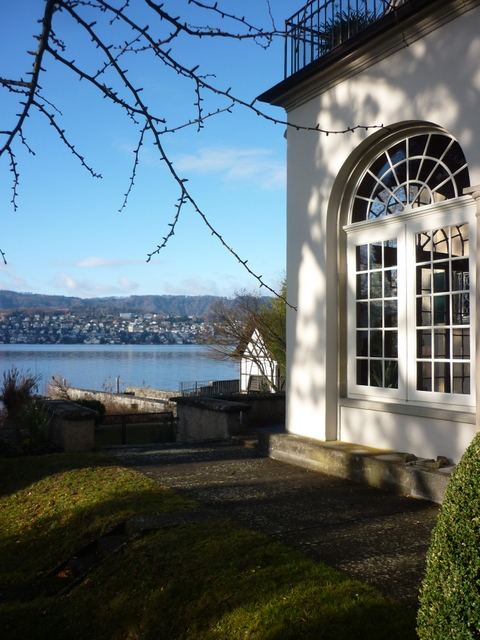
Mirador al lago.

Gracias a la Fundación C.G. Jung Küsnacht, un siglo después de su construcción se procedió a su restauración y en 2017 se transformó en Casa museo.
Tras la restauración —en gran parte fiel al diseño original— de los jardines y espacios interiores, el museo abrió sus puertas en abril de 2018. Se autodefine como casa de eruditos y casa museo y es posible recorrerlo con visitas guiadas. El lema central para los visitantes es: «Invitado en casa de C.G. y Emma Jung-Rauschenbach». La exposición permanente en el salón, el comedor y la veranda está dedicada a la vida familiar y las actividades de Jung en su tiempo libre, mientras que el estudio/consulta, la sala de espera y la biblioteca ofrecen una visión del estilo de trabajo y los intereses de investigación de C.G. Jung. Hay otra sala reservada para exhibiciones temporales, en la que se exponen muestras de la misma área temática general, pero más extendida.

## Otras residencias y edificios vinculados

### Bollingen

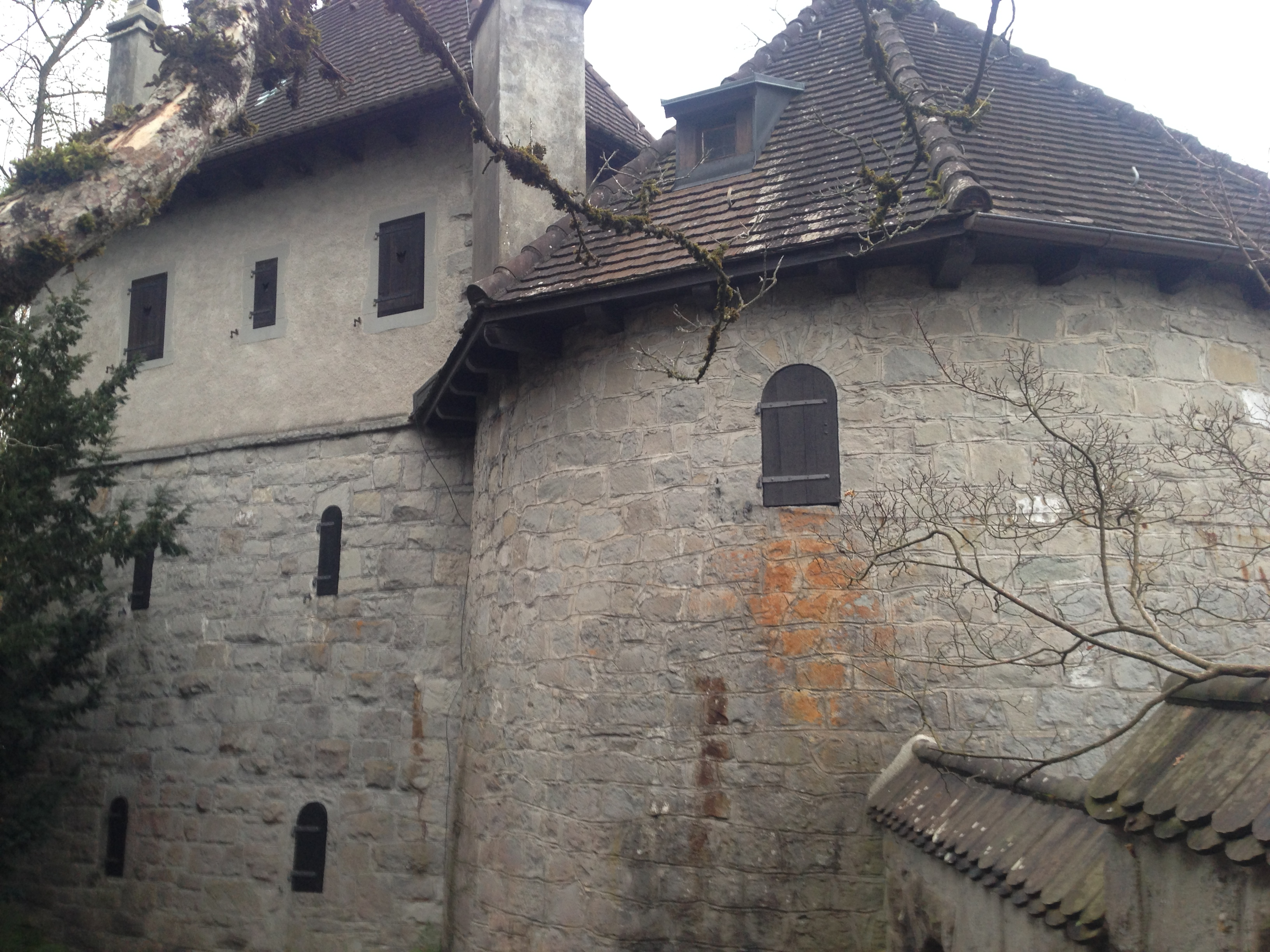
Torre de Bollingen.

En 1922 Jung adquiere en propiedad otros terrenos también a orillas del lago de Zúrich, ubicación aislada que se situaba a unos cuarenta kilómetros al este de su hogar principal en Küsnacht y a dos de una aldea denominada Bollingen.
En 1923 muere su madre. Aprende a esculpir piedra y, con escasa ayuda profesional, inicia la construcción de su segunda casa caracterizada por un sólido torreón. Más adelante lo complementará con un vestíbulo, otra torre y un anexo. Descarta la instalación de electricidad y teléfono. Denominará al edificio simplemente «Bollingen». Será durante el resto de su vida su lugar de retiro, tranquilidad, renovación, meditación y experimentación personal.

### Club Psicológico de Zúrich

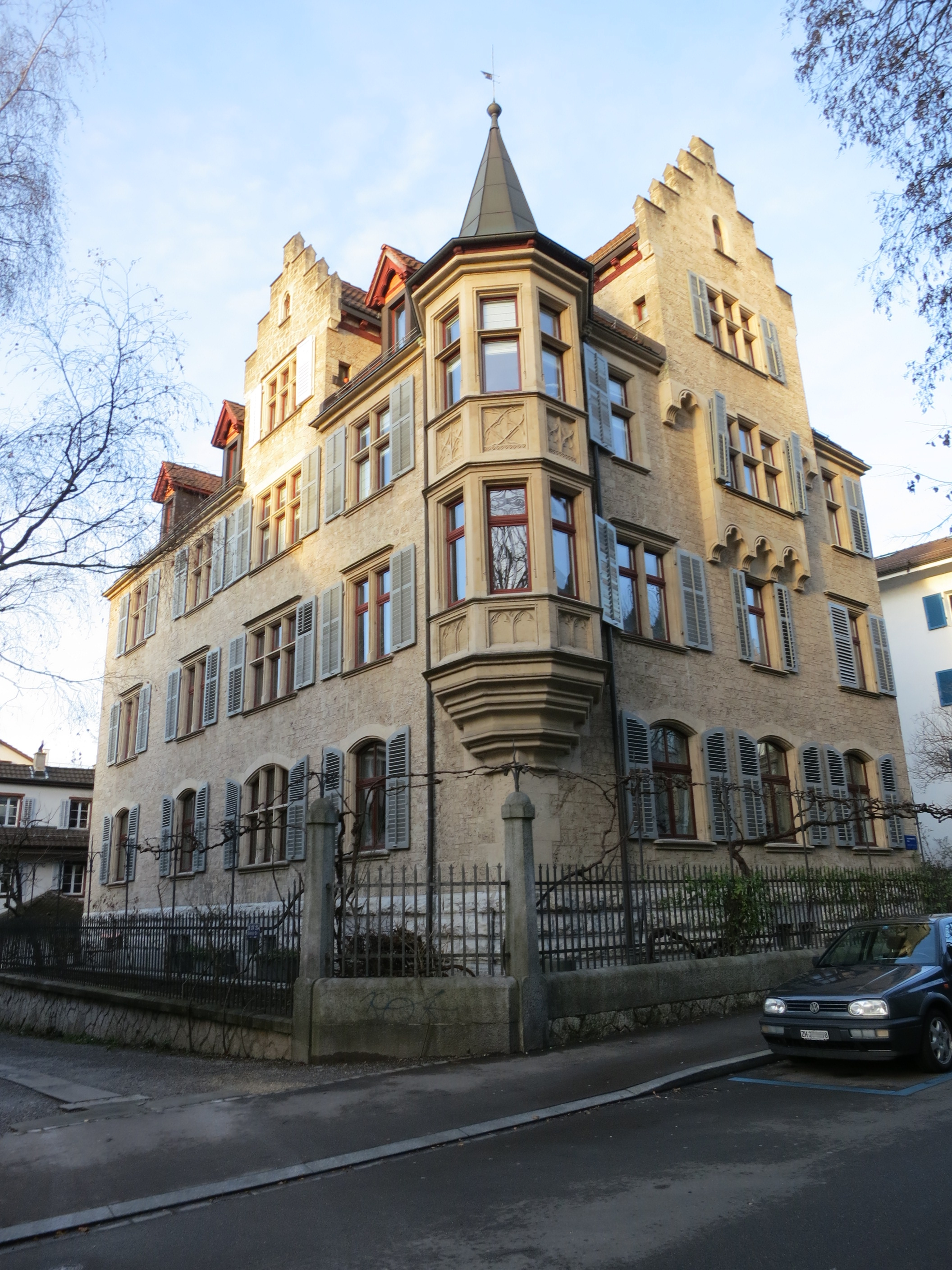
Club Psicológico de Zúrich.

El Club Psicológico de Zúrich fue una asociación fundada en 1916 por Jung con antiguos pacientes y estudiantes a fin de promover y desarrollar la psicología analítica. Se ubica en un edificio neogótico en Gemeindestrasse 27, Zúrich, el cual fue adquirido por varios miembros del Club el 21 de enero de 1918.

### C.G. Jung-Institut Zürich

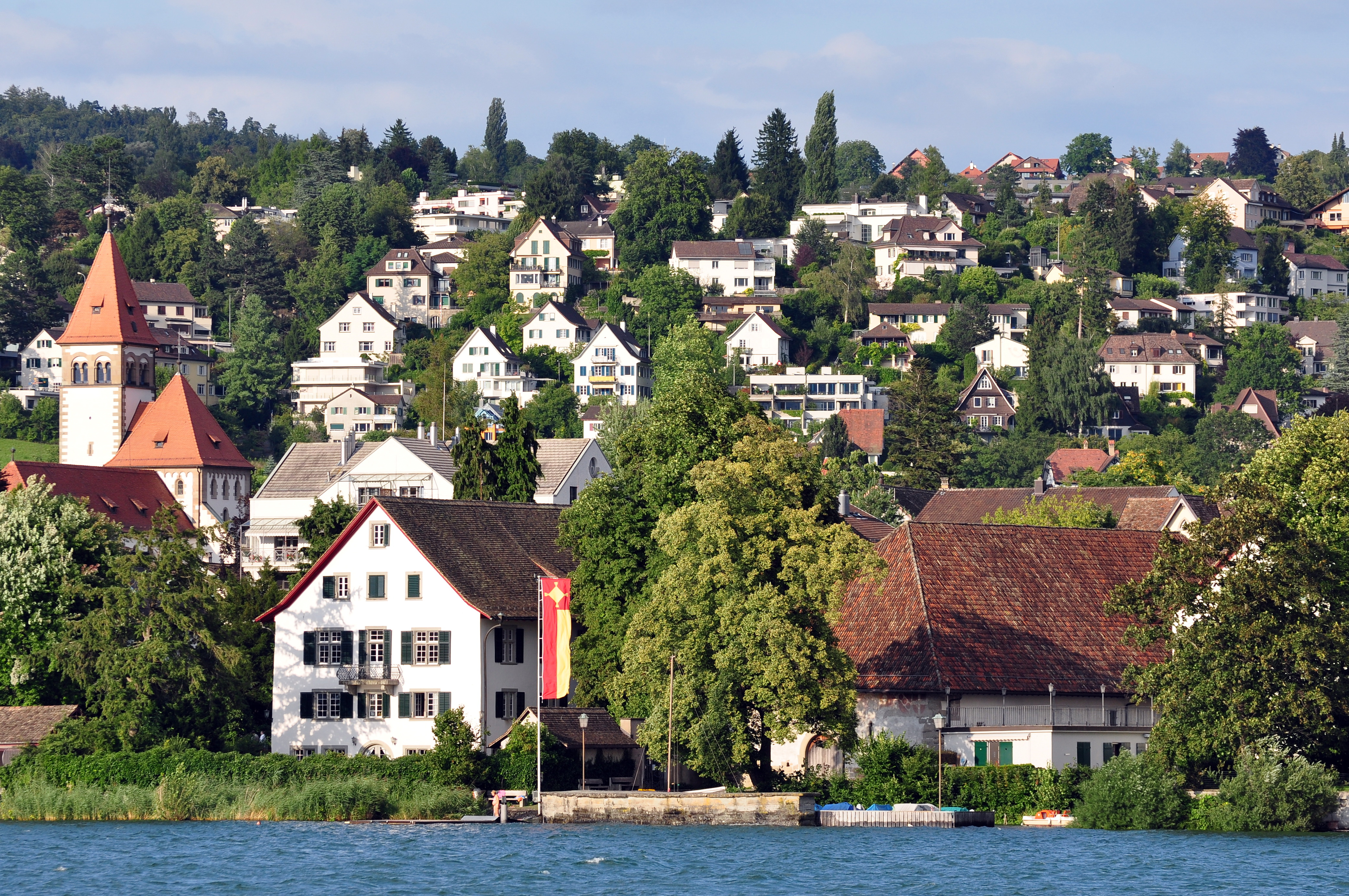
C.G. Jung-Institut Zürich desde el lago de Zúrich.

Otro edificio relacionado es el C.G. Jung-Institut Zürich, ubicado en Hornweg 28, también de Küsnacht. Fue fundado en 1948 como un instituto para la formación e investigación en psicología analítica y psicoterapia.

## Premios
- Andreas Jung, nieto de Jung y residente en la casa, recibió el Premio Cultura 2023 del municipio de Küsnacht por conservarla convirtiéndola en un museo residencial.[12][13]